# Stanislaus Kobierski
Stanislaus Kobierski (Düsseldorf, 15 novembre 1910 – Düsseldorf, 18 novembre 1972) è stato un calciatore tedesco, di ruolo attaccante.

## Club
Giocò per tutta la carriera nel Fortuna Dusseldorf, con cui vinse un campionato tedesco nel 1937.

## Nazionale
È l'autore della prima rete della Nazionale tedesca ai campionati mondiali, avendo realizzato il gol di apertura nel successo per 5-2 sul Belgio negli ottavi di finale del mondiale 1934

## Palmarès

### Club

#### Competizioni nazionali
- Campionato tedesco: 1

Fortuna Dusseldorf: 1932-1933